# Gbloh
 (avril 2021).
Les Gbloh (Ou Gblo) constituent un sous-groupe de l'ethnie Baoulé en Côte d'Ivoire. Ils sont originaires des sous-préfectures de Diabo et de Languibonou. 
Les Gbloh se caractérisent par leur courtoisie et leur respect envers autrui, et ce, autant en acte qu'en parole.
Quelques villages Gbloh : Klêmêkro (Konankro et Ouendé-Kouassikro), Boukébo, Saoundi, Gbéhé, Koffikro, N'doumoukro, Gbangahou-Kpli, Gbangahou-Kan, Yrasuénou, Abolikro, Katokossou, Agbakro, Lokanoua, Senzékro, Gloh, Kondéinou, Angoua-Yaokro, Akplowabo, Télébo-Kan, Télébo-Dan, Ahougnan-Foutou, Osséhnzué, Langbôh, Assékro, Sélakro, Andohkro, Gnamien-Kouadiokro,Kouakoublékro etc.